# Alejandro Edda
Pour les articles homonymes, voir Edda (homonymie).
Alejandro Edda est un acteur mexicain, né le 17 mai 1984 à Puebla.

## Biographie
Alejandro Edda, naît à Puebla au Mexique en 1984. Après le lycée, il étudie les arts au conservatoire Russe de Mexico. À la fin de sa dernière année, il s'en va rejoindre sa mère à San Francisco aux États-Unis pour suivre une carrière d'acteur.
Il s'installe ensuite à Los Angeles et étudie au Meisner Acting Studio, finissant parmi les cinq meilleurs étudiants de sa promotion.
Après une série de courts-métrages, Alejandro Edda intègre en 2013 la distribution de la série télévisée The Bridge, le temps de huit épisodes. L'acteur continue sa percée américaine en jouant les seconds rôles dans d'autres séries telles que Fear the Walking Dead et L'Arme Fatale.
En 2017, il fait partie de la distribution prestigieuse du film Barry Seal: American Traffic de Doug Liman. Dans ce thriller, il interprète le rôle de Jorge Ochoa, narcotrafiquant membre fondateur du Cartel de Medellín, aux côtés de la star Tom Cruise. Ce film marque son premier succès au box-office.
En 2018, on le voit aux côtés de Catherine Zeta-Jones dans le biopic La Reine des cartels sur la baronne de la drogue Griselda Blanco.

## Filmographie
- 2013 : Enemy Empire de Michael Ryan Hahn : Ongel
- 2013 - 2014 : The Bridge de Meredith Stiehm et Elwood Reid : Juárez Cop
- 2016 : Sundown de Fernando Lebrija : Pancho
- 2016 : Fear the Walking Dead de Robert Kirkman : Marco Rodriguez
- 2016 : L'Arme Fatale de Matt Miller : Luis Caldera
- 2017 : Barry Seal : American Traffic (American Made) de Doug Liman : Jorge Ochoa
- 2017 : #REALITYHIGH de Fernando Lebrija : Big Jim
- 2018 : La Reine des cartels (Cocaine Godmother) de Guillermo Navarro : Rudy
- 2018 : Narcos: Mexico : Joaquín "El Chapo" Guzmán
- 2020 : The Last of Us Part II : Manny
- 2023 : "Snowfall" saison 6
- 2024 : Horizon : Une saga américaine, chapitre 1 (Horizon: An American Saga – Chapter 1) de Kevin Costner : Neron Chavez
- 2024 : Horizon : Une saga américaine, chapitre 2 (Horizon: An American Saga – Chapter 2) de Kevin Costner : Neron Chavez
- 2025 : Play Dirty de Shane Black